# フェラン・ジュグラ
- フェラン・ジュグラー

フェラン・ジュグラ（Ferran Jutglài, 1999年2月1日 - ）は、スペイン出身のサッカー選手。クラブ・ブルッヘ所属。ポジションはフォワード。

## 経歴

### クラブ
2021年の夏にRCDエスパニョールからFCバルセロナに移籍。2021年12月18日、ラ・リーガ18節のエルチェCF戦でトップチームデビューを果たし、リーガ初ゴールも決める活躍をみせた。
2022年6月8日、クラブ・ブルッヘ に4年契約で移籍。

## 個人成績
| クラブ     | シーズン | リーグ     | リーグ戦 | リーグ戦 | カップ戦 | カップ戦 | UEFA CL | UEFA CL | その他 | その他 | 合計 | 合計 |
| クラブ     | シーズン | リーグ     | 出場     | 得点     | 出場     | 得点     | 出場    | 得点    | 出場   | 得点   | 出場 | 得点 |
| ---------- | -------- | ---------- | -------- | -------- | -------- | -------- | ------- | ------- | ------ | ------ | ---- | ---- |
| バルセロナ | 2021–22  | プリメーラ |          |          |          |          |         |         |        |        |      |      |
| 総通算     |          |            |          |          |          |          |         |         |        |        |      |      |